# Dianthus agrostolepis
Dianthus agrostolepis là loài thực vật có hoa thuộc họ Cẩm chướng. Loài này được Rech.f. mô tả khoa học đầu tiên năm 1983.